# Slag bij Sinsheim
De Slag bij Sinsheim was een veldslag op 16 juni 1674 in de Hollandse Oorlog.
De Franse maarschalk Henri de Turenne, die uit Philippsburg kwam met zijn leger van 20 000 soldaten, versloeg bij Sinsheim het Oostenrijkse leger van Karel V van Lotharingen en Aeneas Sylvius Caprara. Caprara werd gevangengenomen.
Tijdens de gevechten wisten de keizerlijken Sinsheim voor enkele uren te heroveren; de Fransen heroverden het stadje en het bijbehorende sticht in bloedige huis-aan-huisgevechten, waardoor Sinsheim grotendeels werd verwoest.
Groenlo · Solebay · Schooneveld (1) · Tolhuis · Nijmegen · Doesburg · Bredevoort · Coevorden · Schooneveld (2) · Groenlo · Groningen · Kruipin · Charleroi · Maastricht (1) · Kijkduin · Trier · Naarden · Bonn · Sinsheim · Seneffe · Entzheim · Mulhouse · Turckheim · Fehrbellin · Sasbach · Konzer Brücke · Stromboli · Agosta · Bornholm · Öland · Palermo · Maastricht (2) · Halmstad · Lund · Valencijn · Kamerijk · Kassel · Møn · Køge · Malmö · Landskrona · Kochersberg · Offenburg · Ieper · Rheinfelden · Gengenbach · Saint-Dennis